# Frank Sampedro

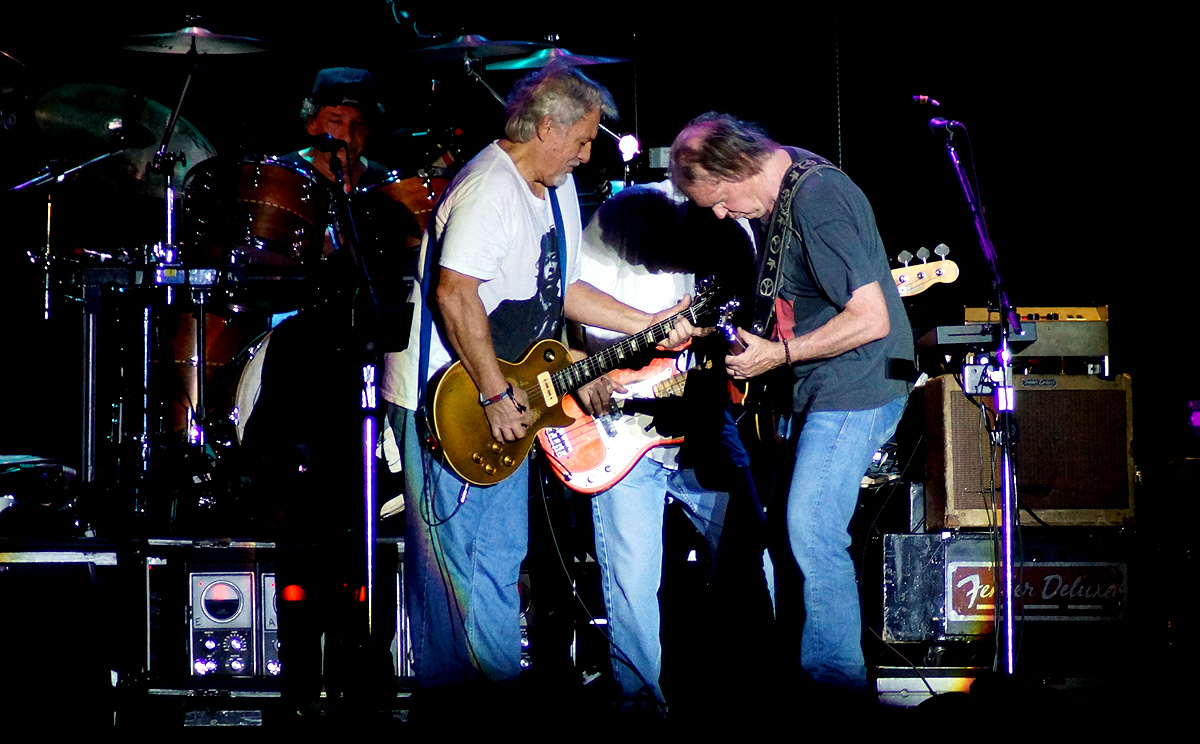
Sampedro tijdens een optreden van Neil Young met Crazy Horse

Frank 'Poncho' Sampedro (25 februari 1949) is een Amerikaans gitarist.
Sinds halverwege de jaren zeventig, en de opname van Zuma is hij de gitarist van de Amerikaanse band Crazy Horse, maar hij speelde ook mee op soloalbums van Neil Young. Hij speelt daarnaast sporadisch toetsen. Sampedro nam de lege plek in die ontstaan was door de vroege dood van Danny Whitten.
Hij was ook lange tijd en tot 2010 actief in de band van de The Tonight Show met Jay Leno onder bandleider Kevin Eubanks.

## Jeugd
Sampedro is geboren in een geëmigreerde Spaanse vissersfamilie in een mijnkamp in Welch in West Virginia en opgegroeid in Detroit in Michigan. Hij begon gitaar te spelen op 11-jarige leeftijd. Hij speelde in lokale Detroit-bands zoals DC en The Coachmen en The Chessmen ("We waren slecht, man. Meer een bende dan een band", herinnert Sampedro zich)  totdat hij op zestienjarige leeftijd met zijn zus het ouderlijk huis verliet  "na herhaaldelijk in aanraking te zijn gekomen met de wet". Ze vestigden zich in Los Angeles, Californië, waar hij naar de Hollywood High School ging.
Gedurende de late jaren zestig en vroege jaren zeventig hield Sampedro zich voornamelijk bezig met drugs-gerelateerde zaken, terwijl hij ook meespeelde met de Crazy Horse ten tijde van hun album Everybody Knows This Is Nowhere met Neil Young.

## Carrière
Crazy Horse kende in de periode na de oprichting in 1963 meerdere personeelswisselingen, maar met bassist / zanger Billy Talbot en drummer Ralph Molina als constante factor. Sampedro werd op voordracht van Billy Talbot officieel lid van de band in 1975, als zij met Neil Young het album Zuma opnemen. Het was precies twee jaar na de dood van Danny Whitten, de originele tweede gitarist van Crazy Horse. Talbot en Sampedro waren eerder eind 1973 of begin 1974 bevriend geraakt in het huis van actrice June Fairchild. Kort daarna vergezelde Talbot Sampedro naar Ensenada, in Mexicaans Baja California, waar Sampedro vanwege een juridische kwestie gehuisvest was. Terwijl ze "op het strand jamden met een paar akoestische gitaren", realiseerde Talbot zich dat "Sampedro de man was die we konden gebruiken."
Met Sampedro op slaggitaar, ontwikkelde Crazy Horse een nieuw, gestroomlijnd hardrockgeluid, dit in tegenstelling tot de verweven, vrijere vorm van het Whitten-tijdperk. Het nieuwe geluid was baanbrekend en van invloed op de ontwikkeling van grunge en noise rock terwijl waardoor Young zich ook meer kon concentreren op zijn hoofdrol. Hoewel Sampedro op dit moment de instrumentale vaardigheid van Whitten ontbeerde (wat Young ertoe bracht zijn schrijven voor de groep te vereenvoudigen, wat aanvankelijk scepticisme opwekte bij drummer Ralph Molina), zou Young later menen dat "Poncho een hulpbron was om rekening mee te houden. Hij maakte het mogelijk om te spelen met de Crazy Horse.
Sampedro bracht een rauwer randje in Crazy Horse, en niet alleen muzikaal. "Rock 'n' roll - ik dacht dat dat betekende het dorp plunderen en de vrouwen verkrachten", herinnert Sampedro zich. Tot grote ontsteltenis van Young gebruikte Sampedro in zijn vroege dagen bij de band vaak heroïne, waardoor Young in Europa een keer uit hun auto sprong toen hij zich realiseerde dat Sampedro de drug aan het kopen was. Tijdens een tournee door Europa en Japan in 1976 namen Sampedro en Talbot LSD voordat ze het podium opstapten in de Budokan in Tokio. "Ik had de snaren van mijn gitaar geraakt - ze waren als tachtig verschillende kleuren - en ze stuiterden van de vloer en raakten het plafond", herinnerde Sampedro zich later. Volgens Young hebben Talbot en Sampedro in deze periode veel illegaals gedaan.
Sampedro werkte mee aan vrijwel alle opnames en tournees met Neil Young, zelfs op het in 1988 uitgebrachte album This Note's For You, waarin Young voornamelijk begeleid werd door het blazersensemble "The Blue Notes", met Sampedro als toetsenist. Ook op Youngs albums als Inn At The Beginning, met "The Lost Dogs" als begeleiding is Sampedro gitarist. Tijdens de uitzending van Saturday Night Live op 30 september 1989 leidde Sampedro een ad-hocensemble (inclusief drummer Steve Jordan en bassist Charley Drayton) dat Young steunde voor "No More" en "Rockin' in the Free World", door critici beschouwd als een van de beste live rock-tv-optredens aller tijden. (De band, zei een schrijver, zag eruit als "een stel autodieven".) Sampedro begeleidde Young ook op mandoline en piano tijdens de daaropvolgende solotour.
Sampedro's vaardigheid in de opkomende computertechnologie (aangescherpt tijdens Youngs experimenten met het medium begin jaren tachtig) stelde hem in staat een andere carrière te cultiveren. Hij werkte als technicus aan "The Tonight Show" met Jay Leno van 1992 tot 2010 onder bandleider Kevin Eubanks, leidde het MIDI-keyboard van het ensemble en diende ook als assistent / projectmanager.
Sampedro deed niet mee aan de opnames van het Neil Young & Crazy Horse album Greendale uit 2003, maar keerde terug voor de tour. Trick Horse , een verzameling niet eerder uitgebrachte niet-Young Crazy Horse-opnames, pseudoniem geproduceerd door Sampedro als "Poncho Villa", werd in 2009 uitgebracht op iTunes. Na een lange pauze voegden Sampedro en zijn bandleden zich weer bij Young voor het excentrieke album Americana, een album met alleen Americana-traditionals en een album met origineel materiaal Psychedelic Pill, gevolg door twee jaar lang met tussenpozen toeren.

## Einde carrière
Sampedro verhuisde naar Hawaï, waar hij zich bezighoudt met tuinieren, zwemmen, snorkelen, kajakken en de walvissen en dolfijnen bekijken. In 2021 onthulde hij dat hij met pensioen was gegaan vanwege artritis in beide polsen.

## Gitaren
Sampedro speelt meestal een Gibson Les Paul Goldtop of een Gibson ES-335 met een zware set snaren (0,055" tot 0,012") met een omwonden G-snaar.
- Gemeinsame Normdatei: 134782461
- International Standard Name Identifier: 0000 0000 5577 9366
- MusicBrainz: dfc3487a-7092-46e9-bb18-89a668c1ca54
- Nationale Bibliotheek van Tsjechië: xx0153589
- Virtual International Authority File: 79777904
- WorldCat: E39PBJpTY8FF3TfQgTPVyR7GpP